# Diletta Giampiccolo
Diletta Giampiccolo (Catania, 27 de julio de 1974) es una deportista italiana que compitió en lucha libre. Ganó una medalla de plata en el Campeonato Mundial de Lucha de 2001 y tres medallas de bronce en el Campeonato Europeo de Lucha entre los años 1998 y 2005.

## Palmarés internacional
| Campeonato Mundial | Campeonato Mundial      | Campeonato Mundial | Campeonato Mundial |
| Año                | Lugar                   | Medalla            | Categoría          |
| ------------------ | ----------------------- | ------------------ | ------------------ |
| 2001               | Sofía (Bulgaria)        | Medalla de plata   | 62 kg              |
| Campeonato Europeo |                         |                    |                    |
| Año                | Lugar                   | Medalla            | Categoría          |
| 1998               | Bratislava (Eslovaquia) | Medalla de bronce  | 56 kg              |
| 1999               | Götzis (Austria)        | Medalla de bronce  | 62 kg              |
| 2005               | Varna (Bulgaria)        | Medalla de bronce  | 59 kg              |